# Anny Ondráková
Anna Sophie Ondráková také Anny Ondra (15. května 1902 Tarnów, Halič – 28. února 1987 Hollenstedt) byla česká herečka v období první republiky. Kromě herectví byla i významnou osobností světového filmu. Jejím manželem byl německý boxer Max Schmeling. Společně s celoživotním přítelem, hercem a režisérem Karlem Lamačem, Václavem Wassermanem a kameramanem Otto Hellerem tvořili tzv. silnou čtyřku meziválečné české kinematografie.

## Životopis
Její otec, plukovník Bohumír Ondrák (19. října 1853 Mladá Vožice – 10. března 1926 Praha) byl c. a k. důstojníkem a později vrchním správcem vojenských skladů, matka Anna, rozená Mračková (18. prosince 1873 – 26. října 1935), byla dcera nadlesního. Anna měla dva starší sourozence, prvorozeného Bohumíra (* 1895, pokřtěn po otci) a Františka (* 1897). Narodila se 15. května 1902 v polském Tarnově, vyrůstala v Pule, Terezíně a od roku 1913 v Praze. O školních prázdninách jezdila na Moravu k prarodičům – její matka odtud pocházela. Několik let se věnovala baletu a jako malá dívka hrála i divadlo (např. roli Kadiži ve hře Franka Wedekinda Pandořina skříňka). Pro profesionální divadlo ji objevil Jiří Nedošinský, manžel herečky Antonie Nedošinské. Svoji hereckou kariéru započala v 17 letech ve filmu Palimpsest z roku 1919. V začátku kariéry používala kromě rodného jména i pseudonym Ossia Valdová. V té době hrála ve Švandově divadle, kde se seznámila i s Karlem Lamačem. 
Po první světové válce nebylo povolání herečky příliš společensky vážené a tak, když se o jejím herectví a vztahu s Karlem Lamačem její rodina dozvěděla, došlo k roztržce s rodiči a výprasku. Teprve úspěch snímku Dáma s malou nožkou jejího otce a matku přesvědčil o jejím talentu. Jeptiškám, které ji vychovávaly, připadala chytrá, i když příliš temperamentní. „Plavu jako ryba, jezdím jako kovboj a ráda bych to vše ve filmu uplatnila,“ shrnula herečka ve svých vzpomínkách na mládí z roku 1939.
V letech 1921 a 1922 pracovala ve Vídni, poté se vrátila do Československa.

## Filmová kariéra

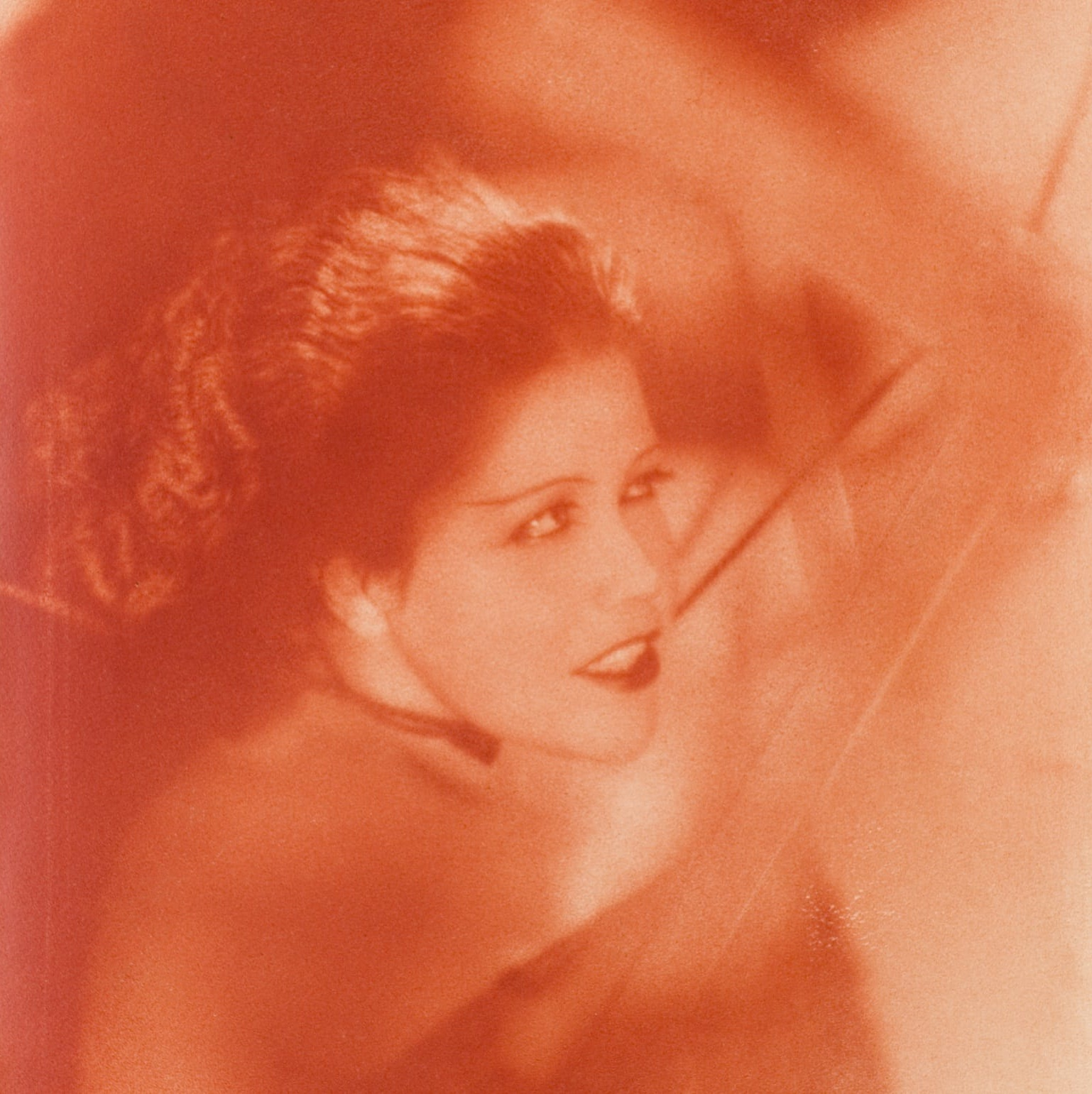
Anny Ondráková na fotografii Jaroslava Balzara ze dvacátých let 20. století

Svou zahraniční filmovou kariéru začala u rakouské společnosti Sascha-Film hraběte Saši Kolowrata, kde točila úspěšné situační komedie (např. Anny, pozor – policajt! nebo Saxofon Suzi), pro ni nejvýznamnějším filmem byl titul Cikánská láska z roku 1922. Mezi její známé filmy patří Tu ten kámen aneb Kterak láskou možno v mžiku vzplanout třeba k nebožtíku (1923), Karel Havlíček Borovský (1925) či On a jeho sestra (1931). Ve dvacátých letech úzce spolupracovala s Karlem Lamačem ve společných filmových společnostech; a to KALOS ve dvacátých letech v Československu, a Ondra – Lamac Film v Německu od třicátých let – ta už natáčela výhradně zvukové filmy, první film v této společnosti SENSACE (1930). V roce 1925 a 1926 pracovala v Německu a Rakousku, v roce 1927 byla oslovena producenty z Anglie. Karel Lamač byl jejím celoživotním přítelem. Avšak když s ním chtěla založit rodinu, sliboval jí několikrát sňatek, ale ten stále odkládal, což zdůvodňoval pracovním vytížením. Anny ztvárnila v následujících letech mnoho filmových rolí. Hovořila česky, německy, anglicky a francouzsky. S Karlem Lamačem, Ondra-Lamač-Filmem a Československem se rozloučila DŮVODEM K ROZVODU (1937).Také si zahrála několik desítek rolí v německých a rakouských filmech. V roce 1929 hrála ve dvou filmech Alfreda Hitchcocka – Její zpověď (Blackmail – vydírání),  …a neuveď nás v pokušení (The Manxman). Její angličtina však měla zpočátku přízvuk, proto byla dabována Joan Barryovou. Do českého zvukového filmu se vracela jen málo. Některé české zvukové filmy, ve kterých vystupovala, byly natáčeny i v cizojazyčných verzích. Naposledy česky hrála jako partnerka Oldřicha Nového a Adiny Mandlové ve veselohře Důvod k rozvodu (1937). Jejím poválečným comebackem se stal západoněmecký muzikál Schön muss man sein (Musí to být hezké – 1950), ve kterém se povznesla nad všechna klišé o stárnoucích hvězdách, a v postavě divadelní divy Rose de Lila zcela nenuceně přehrála neohrabané mládí deroucí se na její místo. Svůj poslední film natočila v roce 1957. Její filmografie čítá přes devadesát filmových rolí. Některé u nich nejsou veřejné přístupné, práva na něj vlastní společnost Max-Schmelling-KG, která je považuje za soukromý majetek.

## S Maxem Schmelingem

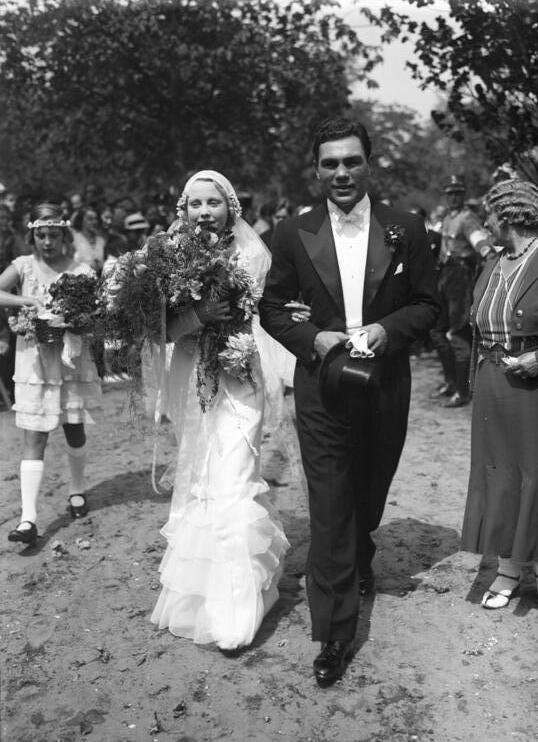
Svatba Anny Ondrákové a Maxe Schmelinga, 1933, snímek z Německého spolkového archivu

V roce 1930 se poprvé setkala s německým boxerem Maxem Schmelingem, pozdějším mistrem světa v těžké váze (World Heavyweight Champion 1930–1932, proti Jacku Sharkeymu). Anny chtěla rodinu, avšak Lamač se ke svatbě stále neměl. Nakonec našla novou lásku v osobě německého boxera Maxe Schmelinga, a dne 6. července 1933 ve svých jedenatřiceti se za něj úředně provdala (církevní sňatek se konal 20. července 1933 v Bad Saarow). Jako filmová dvojice se s manželem setkali ve filmu Knockout z roku 1935. Spolu s ním také začala žít v Německu. V roce 1936 dostala nabídku na roli v jednom z prvních zpracování Jih proti Severu od Metro-Goldwyn-Mayer, ale odmítla ji, protože byla těhotná. Lída Baarová, která byla její přítelkyně, na počátku 90. let 20. století vypověděla, že tři roky po svatbě, v roce 1936, bylo jejich manželství poznamenáno osobní tragédií, když Anny přišla při autonehodě o nenarozené dítě. Toto neštěstí způsobilo, že již nikdy neotěhotněla.
Někdy po oslavovaném návratu Maxe z USA, kde se proti němu postavil Joe Louis, v roce 1936, je postihla další nepříjemnost. Vyhořel jejich zánovní dům v Saarow-Pieskově (postaven 1933). Anny se později přiznala, že musela sehrát malou scénku, aby Maxe odradila od nebezpečných pokusů zachránit výbavu domu. Přišli tím však o část rodinných věcí.
Již před druhou světovou válkou byli manželé významnými osobnostmi nacistického Německa. Nacisté se snažili jejich popularity zneužít k propagandě, ale oni nikdy s nacisty nespolupracovali. Zneužití nacistickou propagandou však zabránit nemohli. Už na svatbu jim Adolf Hitler poslal velkou květinu a sazenici stromu. V propagandě byl její manžel v roli nadčlověka a ona jako blonďatá árijka často k vidění na fotografiích s Josephem Goebbelsem a s Adolfem Hitlerem. Maxovi Schmelingovi bylo opakovaně nabízeno členství v NSDAP i nacistická vyznamenání, ale vždy odmítl. Zřejmě pomstou bylo, že musel nakonec narukovat do armády, přestože byl již mimo povolávací věk. Byl odveden k protiletadlové jednotce do východního Pruska, a později vyškolen u parašutistů. Účastnil se obsazení Kréty v květnu 1941, kde v operaci Merkur utrpělo Německo vážné ztráty. Byl raněný, onemocněl úplavicí a málem zemřel. V lazaretu dal americkému novináři rozhovor, který rozlítil samotného Goebbelse. Teprve v osmdesátých letech vyšlo najevo, že během války Ondráková se Schmelingem zachránili dva židovské chlapce. Kvůli propagandistickému zneužití nacisty byli po porážce Německa i neprávem osočováni z kolaborace; Max musel zaplatit velkou pokutu. Na herečku byl po válce vydán v Československu zatykač pro kolaboraci, takže se do ČSR nemohla vrátit.

## Život po válce
Po válce zůstal pár bez prostředků a majetku. V roce 1949 se přestěhoval do Hollenstedtu nedaleko Hamburku. Společně začali podnikat na svých pozemcích, měli farmu na chov norků. Později se její manžel stal manažerem ve společnosti Coca-Cola.. Od dubna 1952 pobývali Anny Ondráková s Maxem Schmellingem ve Štýrsku a zde je zastihla také zpráva o smrti Karla Lamače (zemřel 2. srpna 1952). Stačili se ještě vrátit a zúčastnit jeho pohřbu.
Ještě za jejího života byla natočen televizní film Ring of Passion (1977), ve kterém Anny ztvárnila Britt Ekland.
Příběh Maxe Schmelinga a Joe Louise inspiroval film Souboj o vše (2002), tentokráte měla Anny tvář Pety Wilson. Po té se objevil divadelní muzikál Der Kampf des Jahrhunderts – Max Schmeling gegen Joe Louis (2008), tehdy se Anny stala Lada Kummar. Zatím poslední tváří Anny je Susanne Wuest z filmu Max Schmeling (2010).

Do Československa se již nikdy nevrátila, i když hodně vzpomínala. Možná i pod dojmem osudů svých kolegyň Lídy Baarové a Věry Ferbasové. V roce 1965 s ní přinesl časopis Kino ojedinělý rozhovor, ve kterém nostalgicky vzpomínala na svou vlast, na příbuzné a přátele: 
„Na domov vzpomínám často. Na Moravu, kde jsem bývala na školních prázdninách. Naučila jsem se tam to jejich ,včil‘, z něhož si kamarádi po mém návratu do Prahy dělávali legraci. Mám tam i příbuzné, pár známých v Praze, třeba Václava Wassermana, ale mnoho jich už odešlo na věčnost. (…) Ráda bych Československo navštívila, promluvila s přáteli, režiséry, herci. Snad na mne ještě úplně nezapomněli. To víte, tady v Německu jsem už 37 let. Až přijedu do Prahy, budu mít trému, s mou češtinou už to není nejlepší. Vždyť můj manžel umí česky jen: Jak se máš? Věřím ale, že se brzo rozmluvím. Že budu trochu dojata, to vlastně není nic zvláštního. Potom si povíme obšírněji o všem, co se dá napsat jen stěží…“
Anny Ondráková, Rozhovor pro časopis Kino (1965)
Manželství Anny a Maxe vydrželo 54 let až do smrti Anny. Zemřela 28. února 1987 v Hollenstedtu, kde je také pohřbena. Nikdy na Československo nezapomněla. V roce 1997 poslal její manžel České republice 30 000 marek jako pomoc na odstranění škod po ničivé povodni. Dědictví po Anny Ondrákové a Maxu Schmelingovi je určeno na základě jejich rozhodnutí nadaci nesoucí jméno Maxe Schmelinga. Významnou část odkázali také pro Dětské vesničky SOS.

## Citáty

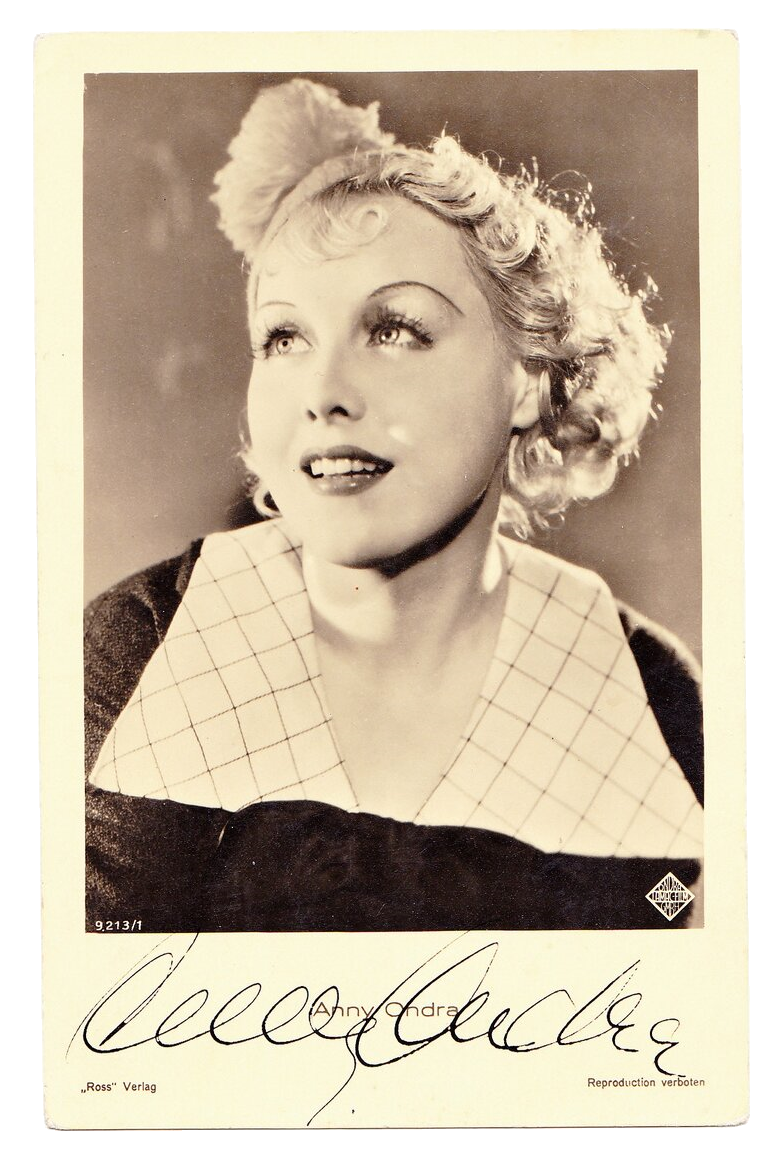
Pohlednice s Anny Ondrákovou z roku 1937.

| „                 | Byla jako rtuť, ani o přestávkách natáčení ji nikdo neudržel v klidu, a přitom stále svěží, jakoby lačná života i práce. A byla moc hezká, mívala nakadeřené plavé vlasy. I když se měla tvářit vážně, zdálo se, že se potutelně usmívá. Člověk nikdy nevěděl, jestli mu neprovede nějakou poťouchlost. Měla příjemnou vyřídilku, ne zlou, naopak dětsky roztomilou. | “ |
| — Otomar Korbelář | |   |

| „                  | Anny Ondráková nebyla nadaná herečka, ale osobnost! | “ |
| — Václav Wasserman |                                                     |   |

| „                | Měla něco z chladné krásy Bustera Keatona a jeho akrobaticko-tanečního nadání. | “ |
| — Rudolf Arnheim |                                                                                |   |

## Filmografie, výběr
- 1919 Dáma s malou nožkou, role: dívka z lavičky, režie Přemysl Pražský a Jan Stanislav Kolár
- 1920 Zpěv zlata, bankéřova neteř Andrea, režie Jan Stanislav Kolár
- 1920 Gilly poprvé v Praze, neteř Anna, režie Karel Lamač
- 1921 Příchozí z temnot,
- Anny, pozor – policajt! a Saxofon Suzi.
- 1921 Otrávené světlo, Anny, režie Jan Stanislav Kolár a Karel Lamač
- 1923 Únos bankéře Fuxe, dcera bankéře, režie Karel Anton
- 1924 Bílý ráj (Kristallprinzess), žena–vamp, režie Karel Lamač
- 1925 Do panského stavu, Kráčmerčina neteř, režie Karel Anton
- 1926 Velbloud uchem jehly, Zuzka, režie Karel Lamač
- 1926 Trude, die Sechzenjährige, titulní role, režie Konrad Wiene
- 1927 Milenky starého kriminálníka, Fifi Hrazánsková, režie Svatopluk Innemann
- 1927 Květ ze Šumavy, Dáňa Lorencová, režie Karel Lamač
- 1929 Blackmail (Její zpověď), Alice White, režie Alfred Hitchcock
- 1929 The Manxman (…a neuveď nás v pokušení), Kate Cregeen, režie Alfred Hitchcock
- 1931 On a jeho sestra, Anna, režie Karel Lamač a Martin Frič
- 1932 Kantor Ideál, Věra Matysová, režie Martin Frič
- 1934 Polská krev, Helena Zarembová, režie Karel Lamač
- 1935 Knock–out (Mladé děvče, mladý muž), sekretářka divadla, režie Karel Lamač a Hans H. Zerlett
- 1937 Důvod k rozvodu, Anna Plavcová, režie Karel Lamač
- 1943 Himmel, wir erben ein Schloss (Zdědili jsme zámek), majitelka zámku, režie P. P. Brauer
- 1951 Schön muss man sein, Rose de Lila, režie Akos von Rathony
- 1957 Die Zürcher Verlobung, režie Helmut Käutner